# Гаспар Ное
Гаспа́р Ное́ (фр. Gaspar Noé; нар. 27 грудня 1963, Буенос-Айрес, Аргентина) — французький і аргентинський кінорежисер та сценарист. Світову популярність здобув у 2002-у році після виходу на екрани скандального фільму «Незворотність» з Монікою Беллуччі і Венсаном Касселем в головних ролях. Неодноразовий учасник конкурсних програм провідних міжнародних кінофестивалів .

## Біографія та творчість
Народився 27 грудня 1963 року в Буенос-Айресі у сім'ї художника і соціальної робітниці. 
Дитинство провів у Буенос-Айресі та Нью-Йорку, у 12 років разом з батьками переїхав до Франції, у Париж. У 17 років поступив до Школи Луї Люм'єра, закінчив його, натомість замість заняття кінематографом вирішив продовжити навчання на факультеті філософії в Університеті Парижу.
У 1985-му році влаштувався на посаду асистента аргентинського режисера Піно Соланаса на зйомках фільму «Танго. Вигнання Гарделя», де познайомився зі своєю майбутньою дружиною Люсіль Хадзіхалілович. Незабаром Ное зняв свою першу 18-хвилинну стрічку «Тінгарелла ді Луна». У 1988-му знову виступив в ролі асистента на зйомках фільму Піно Соланаса «Південь».
У 1991 році дебютував як режисер, знявши короткометражний фільм «Падаль», який взяв участь у низці конкурсних програм Каннського фестивалю та заслужив позитивні відгуки критиків. До 1993 року вирішив зняти розширену версію цього фільму, проте, зіткнувшись з проблемою фінансування, відмовився від задуму. У 1995 році спробував себе як кліпмейкер і редактор телепередач на каналі Canal+. У 1997-му на прохання свого друга режисера Яна Кунена зіграв епізодичну роль у фільмі «Доберман».
У 1998-у році зняв перший повнометражний фільм «Один проти усіх». Стрічку було представлено на Каннському кінофестивалі 1998 року, де вона отримала премію Mercedes-Benz Award, а також спеціальну премію, засновану низкою журналістів Франції.
У серпні 2001 року закінчив зйомки фільму «Незворотність», головні ролі в якому зіграли Моніка Беллуччі, Венсан Кассель і Альбер Дюпонтель. Фільм є нарізкою з тринадцяти епізодів різної тривалості. Це історія вагітної жінки та її бойфренда, розказана у зворотному хронологічному порядку: від трагічного фіналу глядач рухається до моменту, коли герої були щасливі й безтурботні. Упродовж стрічки періодично звучить фраза, яка у фіналі і підводить йому підсумок: «Час руйнує усе» («Le temps detruit tout»). Показаний у 2002 році в рамках конкурсної програми на Каннському фестивалі, фільм спричинив скандал через дві сцени: дев'ятихвилинного зґвалтування (знятого одним планом) героїні Алекс (Моніка Беллуччі) та жорстокого вбивства клієнта гей-клубу.
У 2006 році у рамках проекту «8», що об'єднало зусилля 8 режисерів для привернення уваги до восьми цілей розвитку тисячоліття, зняв документальний фільм про епідемію СНІДу в Буркіна-Фасо.
У 2009-му зняв фільм «Вхід у порожнечу», що оповідає про нічну танцівницю й подорожуючого між життям і смертю наркоторговця. Події фільму відбуваються в Токіо. Прем'єра чорнової версії відбулася у рамках Каннського фестивалю 2009 року. Фільм вийшов на кіноекрани у 2010 році, причому у Великій Британії і США демонструвалася його скорочена версія.
З початку 2011 року режисер працював над створенням одного з епізодів фільму під назвою «Гавано, я люблю тебе», який вийшов на екрани у 2012 році (співрежисери фільму — Бенісіо дель Торо, Пабло Траперо, Еліа Сулейман, Хуліо Медем, Хуан Карлос Табіо, Лоран Канте).
У одному з інтерв'ю Гаспар Ное повідомив, що збирається зняти еротичний фільм у форматі 3D. Цей проект було втілено у 2014–2015 році, коли був знятий і представлений публіці фільм «Любов». Його прем'єра відбулася на Каннському кінофестивалі в позаконкурсній програмі; як завжди у випадку з Ное, стрічка викликала полярні думки. У фільмі зображено повністю голих героїв, секс, зокрема і оральний, показаний занадто реалістично, причому статеві органи узяті великим планом. Крім того, в одній з еротичних сцен по сюжету фільму задіяні 17-річна дівчина і чоловік-транссексуал. У Росії стрічку було заборонено до широкого показу; в Україні фільм вийшов у прокат 15 жовтня 2015-го під назвою «Любов 3D».
У травні 2018 року на Каннському фестивалі відбулася прем'єра його нової картини «Екстаз». Фільм отримав престижну премію Art Cinema Award (премія Міжнародної конфедерації художнього кіно, C.I.C.A.E.), яка є головною нагородою у програмі «Двотижневик режисерів».
Крім того Гаспар Ное захоплений ідеєю створення документального кіно.

## Особисте життя
Він одружений з режисеркою Люсіль Хаджихалілович. Хоча він проживає і працює у Франції, він не має французького громадянства.
На початку 2020 року у Ное стався майже смертельний крововилив у мозок, який частково надихнув його на сюжет його фільму «Вихор».

## Фільмографія
Режисер (повнометражні фільми)
| Рік  | Українська назва | Оригінальна назва | Примітки                     |
| ---- | ---------------- | ----------------- | ---------------------------- |
| 1998 | Один проти всіх  | Seul contre tous  | режисер, сценарист           |
| 2002 | Незворотність    | Irréversible      | режисер, сценарист           |
| 2009 | Вхід у порожнечу | Enter the Void    | режисер, сценарист           |
| 2015 | Любов            | Love              | режисер, сценарист           |
| 2018 | Екстаз           | Climax            | режисер, сценарист, монтажер |
| 2019 | Lux Æterna       | Lux Æterna        | режисер, сценарист           |
| 2021 | Вихор            | Vortex            | режисер, сценарист           |

Режисер (короткометражні та середньометражні фільми)
| Рік  | Українська назва      | Оригінальна назва   | Примітки                             |
| ---- | --------------------- | ------------------- | ------------------------------------ |
| 1991 | Падаль                | Carne               | режисер, сценарист                   |
| 1998 | Содоміти              | Sodomites           | режисер                              |
| 2005 | Єва                   | Eva                 | режисер                              |
| 2006 | Заборонено до показу! | Destricted          | режисер (епізод «We Fuck Alone»)     |
| 2008 | 8                     | 8                   | режисер, сценарист (епізод «СНІД»)   |
| 2009 | 42. Один порив уяви   | 42 One Dream Rush   | режисер                              |
| 2012 | Гавано, я люблю тебе  | 7 días en La Habana | режисер, сценарист (епізод «Ритуал») |
| 2014 | Короткі історії       | Short Plays         | режисер                              |
| 2019 |                       | Lux Æterna          | режисер                              |

Актор
| Рік  | Українська назва          | Оригінальна назва           | Роль                                           |
| ---- | ------------------------- | --------------------------- | ---------------------------------------------- |
| 1985 | Танго, Гардель у вигнанні | El exilio de Gardel: Tangos | Кул                                            |
| 1995 |                           | Le rocher d'Acapulco        | Жан-Марк, озвучування                          |
| 1997 | Доберман                  | Dobermann                   | Le marchand de merguez casher/Stunned Bypasser |
| 2013 | 9 місяців суворого режиму | 9 mois ferme                | Le co-détenu chauve 1                          |
| 2015 | Любов                     | Love                        | Ное, власник художньої галереї                 |

## Визнання
| Рік                                                        | Категорія                                                                                     | Фільм             | Результат |
| ---------------------------------------------------------- | --------------------------------------------------------------------------------------------- | ----------------- | --------- |
| Кінофестиваль в Авіньйоні (Франція)                        |                                                                                               |                   |           |
| 1991                                                       | Приз Tournage                                                                                 | Падаль            | Перемога  |
| Каннський кінофестиваль                                    |                                                                                               |                   |           |
| 1991                                                       | Приз товариства драматичних авторів і композиторів (SACD) за найкращий короткометражний фільм | Падаль            | Перемога  |
| 1998                                                       | Приз Mercedes-Benz                                                                            | Один проти усіх   | Перемога  |
| 2002                                                       | Золота пальмова гілка                                                                         | Незворотність     | Номінація |
| 2009                                                       | Золота пальмова гілка                                                                         | Вхід у порожнечу  | Номінація |
| 2012                                                       | Премія Особливий погляд                                                                       | Сім днів у Гавані | Номінація |
| 2015                                                       | Квір-пальмова гілка                                                                           | Любов             | Перемога  |
| 2018                                                       | Приз Міжнародної конфедерації художнього кіно (C.I.C.A.E.)                                    | Екстаз            | Перемога  |
| Фанташпорту                                                |                                                                                               |                   |           |
| 1992                                                       | Приз міжнародного журі за найкращий фантастичний фільм                                        | Падаль            | Номінація |
| Кінофестиваль франкомовних фільмів у Намюрі                |                                                                                               |                   |           |
| 1998                                                       | Золотий Байярд за найкращий фільм                                                             | Один проти усіх   | Номінація |
| Сараєвський кінофестиваль                                  |                                                                                               |                   |           |
| 1998                                                       | Приз ФІПРЕССІ                                                                                 | Один проти усіх   | Перемога  |
| Кінофестиваль «Молодість»                                  |                                                                                               |                   |           |
| 1998                                                       | Найкращий повнометражний ігровий фільм                                                        | Один проти усіх   | Номінація |
| Стокгольмський міжнародний кінофестиваль                   |                                                                                               |                   |           |
| 1998                                                       | Бронзовий кінь                                                                                | Один проти усіх   | Номінація |
| 2002                                                       | Бронзовий кінь                                                                                | Незворотність     | Перемога  |
| Кінофестиваль у Сіджасі                                    |                                                                                               |                   |           |
| 1998                                                       | Найкращий фільм                                                                               | Один проти усіх   | Номінація |
| 1998                                                       | Найкращий сценарій                                                                            | Один проти усіх   | Перемога  |
| 2009                                                       | Найкращий фільм                                                                               | Вхід у порожнечу  | Номінація |
| 2009                                                       | Спеціальний Приз журі                                                                         | Вхід у порожнечу  | Перемога  |
| 2018                                                       | Найкращий фільм                                                                               | Екстаз            | Перемога  |
| Міжнародний кінофестиваль незалежного кіно в Буенос-Айресі |                                                                                               |                   |           |
| 1999                                                       | Найкращий фільм                                                                               | Один проти усіх   | Номінація |
| Кінофестиваль андеґраундного кіно у Бостоні                |                                                                                               |                   |           |
| 2001                                                       | Найкращий фільм                                                                               | Один проти усіх   | Перемога  |
| Бостонське товариство кінокритиків                         |                                                                                               |                   |           |
| 2003                                                       | Найкращий оператор (разом з Бенуа Дебі)                                                       | Незворотність     | 2-е місце |
| Премія «Боділ»                                             |                                                                                               |                   |           |
| 2004                                                       | Найкращий неамериканський фільм                                                               | Незворотність     | Номінація |
| Премія Вибір народу                                        |                                                                                               |                   |           |
| 2010                                                       | Найкращий режисер                                                                             | Вхід у порожнечу  | Номінація |
| Кінофестиваль фантастичних фільмів у Невшателі (Швейцарія) |                                                                                               |                   |           |
| 2010                                                       | Приз Нарцис за найкращий ігровий фільм                                                        | Вхід у порожнечу  | Перемога  |
| Премія CinEuphoria                                         |                                                                                               |                   |           |
| 2010                                                       | ТОП фільмів десятиліття — Міжнародне змагання                                                 | Незворотність     | Перемога  |
| Премія «Люм'єр»                                            |                                                                                               |                   |           |
| 2019                                                       | Найкращий режисер                                                                             | Екстаз            | Номінація |